# Barrage de Mauvoisin
Le barrage de Mauvoisin est un barrage de type voûte à vocation hydroélectrique situé en Suisse dans le canton du Valais.

## Géographie

### Localisation
Le barrage de Mauvoisin se trouve au fond du val de Bagnes à une altitude de 1 975 m. Il s'étend sur 520 m et son volume est de 211 millions m3.

### Hydrologie

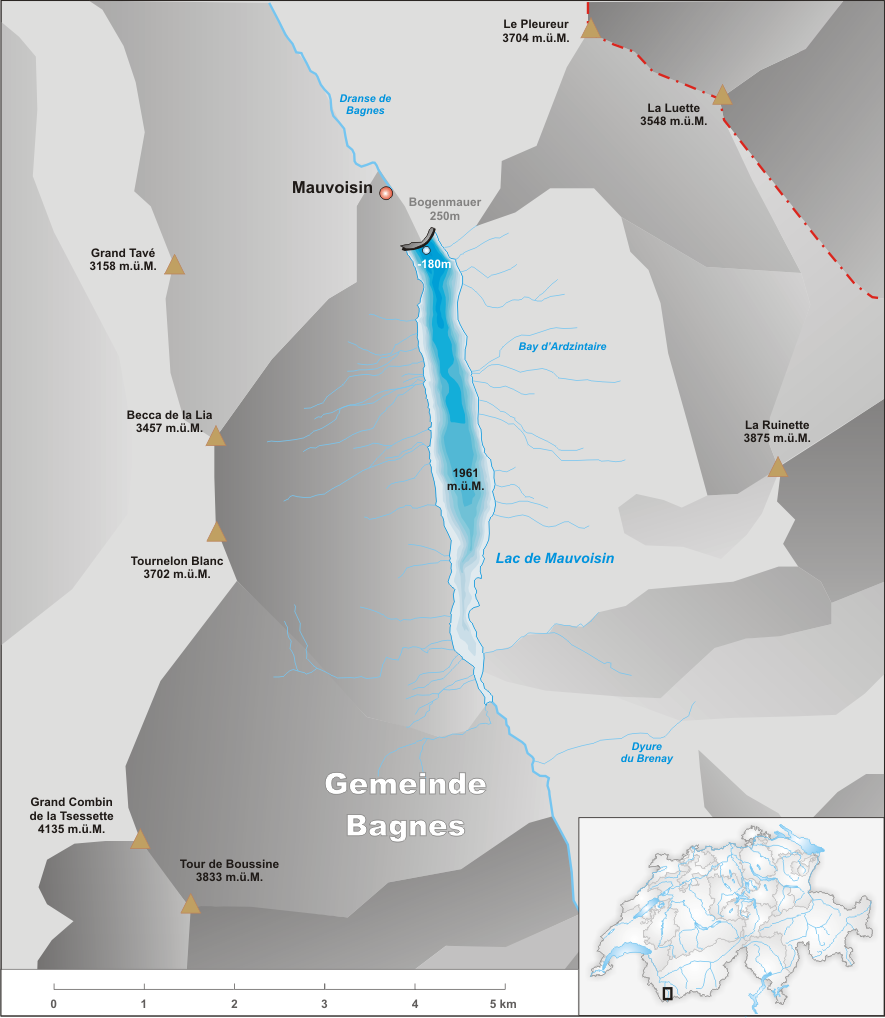
Carte du lac de Mauvoisin

À sa construction, le barrage de Mauvoisin a bloqué le cours de la rivière Drance de Bagnes pour former le lac de Mauvoisin. Celui-ci s'étend sur 4,9 km. Sa superficie est de 2,08 km2 et sa profondeur est supérieure à 200 mètres[réf. nécessaire].

## Histoire

### Avant le barrage
Avant d'être une retenue artificielle, le lac de Mauvoisin était naturel et se formait parfois lorsque le glacier du Giétro bloquait le cours de la Dranse de Bagnes. Le 16 juin 1818, la retenue, qui avait atteint des proportions énormes avec un lac de plus 2 kilomètres sur 200 mètres de large et une profondeur de 60 mètres, céda en dépit des travaux entrepris par l'ingénieur cantonal Ignace Venetz et l'inondation dévasta la vallée jusqu'à Martigny, causant une quarantaine de morts et d'innombrables dégâts. Une catastrophe similaire s'était déjà produite en 1595.
Depuis le XIXe siècle, le glacier a fortement reculé et ne représente plus un risque direct.

### Histoire du projet et spécifications techniques
La construction du barrage voûte, commencée en 1951, est achevée en 1958. L'ouvrage mesure alors 237 m de hauteur ; il sera cependant encore surélevé de 13,50 m en 1991. Le projet original est imaginé dès les années 1940 par l'ingénieur bagnard Albert Maret, qui obtiendra les premières concessions et donnera l'impulsion décisive au projet, malgré les réticences de certains membres du gouvernement cantonal valaisan. C'est le conseiller d'État Maurice Troillet en particulier qui s'opposera à la construction de cet ouvrage dans le val de Bagnes, après l'avoir dans un premier temps soutenue, pour lui préférer finalement l'option Dixence, pourtant plus coûteuse. Finalement, les deux barrages pourront pourtant voir le jour, la hauteur du mur projeté à Mauvoisin étant cependant revue à la baisse, malgré les deux principaux avantages que le site présentait par rapport à celui du val des Dix : altitude moindre, permettant de diminuer le nombre de galeries et de stations de pompage visant à amener les eaux de captation dans le lac de retenue et de réduire ainsi les coûts de l'énergie produite, et étroitesse plus prononcée de la vallée, autorisant la construction d'un barrage voûte, et non d'un barrage de type poids comme sur le site de la Dixence, limitant de ce fait également les coûts de construction.
Conçu en collaboration avec l'ingénieur Alfred Stucky, le barrage se classe actuellement au 2e rang mondial dans la catégorie barrage voûte. La largeur de l'ouvrage à sa base est de 53,50 m, et de 12 m au couronnement, pour un volume total de 2 030 000 m3 . La surélévation de 1991 a fait passer la hauteur totale du mur de 237 m à 250,50 m. Le couronnement s'étire sur 520 m, et subit une déformation de 70 mm sous la pression des eaux de retenue.
Le barrage bloque les eaux d'un bassin versant de 113,5 km2, portant le lac, à son niveau optimal, à un volume de 211,5 millions de m3 . La longueur du lac est de 4,9 km pour une surface de 208 ha et une profondeur de plus de 200 m (toujours en cas de retenue maximale). Le niveau normal de retenue se situe à 1 975 m d'altitude.

## Production d'électricité
La production d'électricité est assurée par la société Forces Motrices de Mauvoisin SA à Sion (FMM SA), qui dispose de plusieurs centrales électriques à Fionnay, Riddes, Chanrion et Champsec.
Via un tunnel, les eaux du lac de Mauvoisin alimentent la centrale souterraine de Fionnay, d'une puissance de 138 MW. L'eau passe ensuite dans un bassin de régulation, d'où repart un tunnel long de 15 km qui l'amène à la vallée du Rhône. L'eau y alimente alors la centrale de Riddes d'une puissance de 225 MW. Le système de stockage inclut également l'usine de Chanrion (28 MW) au sud du Lac de Mauvoisin et l'usine secondaire de Champsec (5 MW) en aval de la vallée dans le Val de Bagnes. La puissance totale de l'installation est donc de 396 MW. Sa production moyenne est par ailleurs d'environ 1 000 GWh par an.